# Радовене
Радовене (болг. Радовене) — село в Болгарии. Находится в Врачанской области, входит в общину Роман. Население составляет 370 человек.

## Политическая ситуация
В местном кметстве Радовене, в состав которого входит Радовене, должность кмета (старосты) исполняет Петя  Петрова Вутова (независимый) по результатам выборов правления кметства.
Кмет (мэр) общины Роман — Красимир Петков Петков (независимый) по результатам выборов в правление общины.